# Vanilla bicolor
Vanilla bicolor ist eine Pflanzenart aus der Gattung Vanille (Vanilla) in der Familie der Orchideen (Orchidaceae). Die Kletterpflanze hat ihr Verbreitungsgebiet in der Karibik und im nördlichen Südamerika.

## Beschreibung
Vanilla bicolor ist eine immergrüne Kletterpflanze mit fleischigem, im Querschnitt rundem Spross. Die Internodien sind wesentlich länger als die Blätter. Die Blätter sind länglich oval, der Blattrand kann leicht rötlich gefärbt sein. Die Blätter werden 5 bis 7,5 Zentimeter lang und 1,8 bis 3,2 Zentimeter breit. Der Blattstiel ist sehr kurz.
Die duftenden Blüten sind recht groß, die Blütenblätter sind rötlich braun, die Lippe cremefarben. Die Blütenstandsachse ist seitlich etwas zusammengedrückt, die wenigen Blüten sind zweizeilig angeordnet. Der gebogene Fruchtknoten ist etwa 5 Zentimeter lang. Am Ende ist er mit einer kelchblattähnlichen Aufweitung (Calyculus) versehen. Die Sepalen sind schmal lanzettlich, spitz endend, 4 bis 6 Zentimeter lang bei 0,7 bis 1 Zentimeter Breite. Die Petalen sind 5,5 Zentimeter lang und 0,6 bis 0,8 Zentimeter breit. Sowohl Sepalen als auch Petalen sind auf der Außenseite leicht gekielt. Die Lippe ist 6,5 bis 7 Zentimeter lang, 4 bis 5 Zentimeter breit, undeutlich dreilappig, ihr vorderer Rand ist gewellt. Längs verlaufen einige beschuppte Adern. Die Säule wird 3 bis 4 Zentimeter lang, sie ist vorne mit zwei Flügeln versehen. Die Frucht riecht süß aromatisch, sie wird 12,5 bis 15 Zentimeter lang.

## Verbreitung
Vanilla bicolor ist in der Karibik und im nördlichen Südamerika verbreitet. Im Norden erreicht sie Kuba, Jamaika und Hispaniola, in Südamerika besiedelt sie Französisch-Guyana, Guyana, Surinam, Venezuela und das angrenzende Brasilien. Nach Südwesten erreicht sie entlang der Anden noch Kolumbien und Ecuador. Sie erreicht Höhenlagen von 1700 Meter. Sie besiedelt relativ trockene Standorte wie Gebüsche und Wäldchen in Savannen.

## Systematik und Botanische Geschichte
Diese Orchidee wurde 1838 von Lindley beschrieben.
Innerhalb der Gattung Vanilla wird Vanilla bicolor in die Untergattung Xanata und dort in die Sektion Xanata, die nur Arten der Neotropis enthält, eingeordnet. Verwandte Arten sind Vanilla palmarum und Vanilla savannarum. Ein häufig benutztes Synonym ist Vanilla wrightii.